# Tashana Lösche
Tashana Lalisa Etna Lösche is een Surinaams politicus. Zij volgt André Misiekaba in circa augustus 2020 op als lid van De Nationale Assemblee (DNA) voor de NDP.

## Biografie
Lösche is ondervoorzitter van de commissie Teri Den Skoro Fu Latour, dat verbeterprojecten op 16 lagere scholen in Latour en omgeving uitvoert. De regering trekt 10 miljoen SRD voor het project uit, dat op 10 december 2019 van start ging.
Tijdens de verkiezingen van 2020 kandideerde ze voor de Nationale Democratische Partij (NDP) voor een zetel in DNA. Toen André Misiekaba na de verkiezingen uit de partij stapte, kwam zijn zetel voor haar vrij. Ze nam op 1 september 2020 zitting in DNA.
Tijdens de verkiezingen van 2025 stond zij op nummer 17 van de lijst van de NDP en werd ze herkozen.